# Guayanilla
Guayanilla est une municipalité de l'ile de Porto Rico (Code International : PR.GL) couvre une superficie de 109 km2. Elle regroupe 17 784 habitants en 2020.

## Culture et patrimoine
- Forêt d'État de Guánica